# Vicuña (Cile)
Vicuña è un comune del Cile della provincia di Elqui nella Regione di Coquimbo. Al censimento del 2002 possedeva una popolazione di 24.010 abitanti.

## Società

### Evoluzione demografica
| Censimento del 1992 | Censimento del 2002 |
| 21.660 ab.          | 24.010 ab.          |